# Макеевский сельский совет (Кременский район)
Макеевский сельский совет (укр. Макіївська сільська рада) — входит в состав
Кременского района
Луганской области
Украины.

## Населённые пункты совета
- с. Макеевка
- с. Грековка

## Адрес сельсовета
92911, Луганська обл., Кремінський р-н,
с. Макіївка, вул. Леніна, 1; тел. 9-95-16 (укр.)